# Лојполдсгрин
Лојполдсгрин (њем. Leupoldsgrün) општина је у њемачкој савезној држави Баварска. Једно је од 27 општинских средишта округа Хоф. Према процјени из 2010. у општини је живјело 1.335 становника. Посједује регионалну шифру (AGS) 9475145.

## Географски и демографски подаци
Лојполдсгрин се налази у савезној држави Баварска у округу Хоф. Општина се налази на надморској висини од 590–630 метара. Површина општине износи 10,3 km². У самом мјесту је, према процјени из 2010. године, живјело 1.335 становника. Просјечна густина становништва износи 130 становника/km².